# Irina Turova
Irina Robertovna Turova-Bočkarëva (in russo Ирина Робертовна Турова-Бочкарёва?; Leningrado, 14 maggio 1935 – Mosca, 8 febbraio 2012) è stata una velocista sovietica, campionessa europea dei 100 metri piani a Berna 1954.

## Palmarès
| Anno | Manifestazione  | Sede      | Evento      | Risultato        | Prestazione | Note |
| ---- | --------------- | --------- | ----------- | ---------------- | ----------- | ---- |
| 1952 | Giochi olimpici | Helsinki  | 100 m piani | Quarti di finale | 12"1        |      |
| 1952 | Giochi olimpici | Helsinki  | 4×100 m     | 4ª               | 46"3        |      |
| 1954 | Europei         | Berna     | 100 m piani | Oro              | 11"8        |      |
| 1954 | Europei         | Berna     | 200 m piani | Argento          | 24"4        |      |
| 1954 | Europei         | Berna     | 4×100 m     | Oro              | 45"8        |      |
| 1956 | Giochi olimpici | Melbourne | 4×100 m     | 4ª               | 45"6        |      |